# San Pedro y San Pablo Teposcolula
San Pedro y San Pablo Teposcolula là một đô thị thuộc bang Oaxaca, México. Năm 2005, dân số của đô thị này là 3664 người.